# Union des groupes et clubs socialistes
L'Union des groupes et clubs socialistes (UGCS) est créée par Jean Poperen en 1967 à la suite de sa démission du Parti socialiste unifié. 
L'UGCS adhère dès sa création à la Fédération de la gauche démocrate et socialiste. En 1969, l'UGCS rejoint le Nouveau parti socialiste, né de la fusion de la SFIO et de différents clubs de sensibilité républicaine de gauche, malgré l'opposition d'une minorité menée par Yves Jouffa.
Ont milité à l'UGCS : Jean Poperen, Colette Audry, Yves Jouffa, Jean-Pierre Biondi, Lucien Weitz, Alain Brisset, Guy Desson, Christiane Mora,...